# Campos dos Goytacazes
Campos dos Goytacazes (IPA: [ˈkɐ̃puʒ duʒ ɡojtaˈkaziʃ]) nagyváros Brazília délkeleti részén, Rio de Janeiro államban. Campos dos Goytacazes São Francisco de Itabapoana, São João da Barra, Quissamã, Cardoso Moreira, Santa Maria Madalena, Conceição de Macabu és Mimoso do Sul községekkel határos.

## Turizmus

### A környék természeti látványosságai
- Região do Imbé (régió)
- Região da Bela Joana (régió)
- Região das Serras (pico São Mateus, pedra Lisa e pedra do Baú)
- Praia do Farol de São Tomé (tengerpart)

## Népesség
A település népességének változása:
| Lakosok száma | 406 989 | 463 731 | 511 168 | 514 643 | 483 540 |
|               | 2000    | 2010    | 2020    | 2021    | 2022    |

## Fordítás
- Ez a szócikk részben vagy egészben  a   Campos_dos_Goytacazes című portugál Wikipédia-szócikk fordításán alapul.  Az eredeti cikk szerkesztőit annak laptörténete sorolja fel. Ez a jelzés csupán a megfogalmazás eredetét és a szerzői jogokat jelzi, nem szolgál a cikkben szereplő információk forrásmegjelöléseként.